# Interferon bèta-1a
Interferon bèta-1a behoort tot de interferonen, natuurlijk voorkomende eiwitten die een rol spelen in het afweersysteem en in gebruik als geneesmiddel.

## Indicaties
- Multiple sclerose

## Werking
Hoe ze precies werken, is nog niet helemaal bekend. De interferonen zijn lichaamseigen stoffen die een rol spelen in het afweersysteem. Interferonen helpen om de schade aan het centrale zenuwstelsel en met name de myeline bij MS te beperken.

### Avonex
Avonex werd in 1995 op de Amerikaanse markt gebracht door Biogen Idec. Avonex wordt eens per week intramusculair ingespoten, bij een hoeveelheid van de 30mcg. In geval van een zogenaamde CIS, het eenmalig voorkomen van MS-verschijnselen, kan Avonex ook al voorgeschreven worden.

### Rebif
Rebif werd 1996 door Serono op de Amerikaanse markt gebracht. Rebif wordt driemaal in de week subcutaan ingespoten, in een voorkeursdosis van 44mcg. Hoewel de patenten van medicatie 7 jaar gelden in de Verenigde Staten was het verschil in gebruik en injectie voldoende aanleiding om te spreken van een dermate innovatie in het product, dat Rebif naast Avonex mocht komen te bestaan.

## Nevenwerkingen
- Soms:
  - Griepachtige verschijnselen
  - Pijn en ontsteking van de injectieplaats
- Zelden:
  - Depressie en angst
  - Hartkloppingen en pijn op de borst
  - Geelzucht
  - Verlies van eetlust, slaapstoornissen en nervositeit
  - Haaruitval
  - Overgevoeligheid voor het geneesmiddel